# Podwójny mat
Podwójny mat (tytuł oryginalny: Dy herë mat) – albański film fabularny z roku 1986 w reżyserii Bujara Kapexhiu.

## Opis fabuły
Ilo Pinci pracuje jako specjalista w firmie zajmującej się połowami ryb i skorupiaków. Jednak prawdziwą sławę zdobywa jako szachista, uznawany za jednego z najlepszych w kraju. Na zaproszenie władz małego miasteczka przyjeżdża tam, aby rozegrać symultanę szachową. Jednak prawdziwym powodem przyjazdu jest ciekawość Pinciego, jakich metod połowów stosuje się w tej miejscowości. Sprawy zawodowe pochłaniają jego uwagę do tego stopnia, że w czasie symultany przegrywa z małą Rudiną.
Film realizowano w Sarandzie.

## Obsada
- Bujar Kapexhiu jako Ilo Pinci
- Aleko Prodani jako dyrektor
- Alfred Bualoti jako specjalista od połowów
- Fadil Kujovska jako Cuku
- Manjola Begolli jako szachistka Rudina
- Pavlina Mani jako żona Ilo
- Zylyha Miloti jako żona dyrektora
- Agim Bajko jako szachista
- Agim Shuke jako szef policji
- Pëllumb Deçolli
- Karafil Shena jako policjant
- Met Bega jako turysta
- Fatmir Xhelili
- Ervehe Veizi
- Merita Dabulla
- Ilir Bezhani